# Real People (chanson)
Singles de Chic
Rebels Are We
(1980) Stage Fright (en)
(1981)
Real People est une chanson du groupe américain Chic issue de leur quatrième album studio Real People. Elle est sortie en septembre 1980 en tant que deuxième single de l'album. La chanson, écrite et produite par Bernard Edwards et Nile Rodgers, met en vedette la voix solo de la chanteuse Luci Martin, comme dans le single précédant.

## Historique et contexte
Explorant de nouvelles directions dans l'ère post-disco, Chic a continué à incorporer des éléments plus rock dans son son, comme en témoignent les solos de guitare tonitruants de Nile Rodgers qui lancent et terminent la chanson. Le public a été pris au dépourvu par le nouveau son de Chic. Incitant certains programmeurs de radio à retourner le single et à jouer la face B plus optimiste et dansante Chip Off the Old Block au lieu de la face A. Ceci, combiné à d'autres facteurs, a fait que le single n'a pas eu beaucoup d'impact dans les classements,.

## Accueil commercial
Aux États-Unis, le single atteint la 51e place du Billboard Hot Soul Singles, la 29e place du classement Disco Top 100 ainsi que la 79e place du Billboard Hot 100.
Il ne s'est pas classé au Royaume-Uni, car la chanson 26 est sortie en single, au lieu de Real People.

## Liste des titres
Toutes les chansons sont écrites et composées par Bernard Edwards et Nile Rodgers.
| A. | Real People            | 3:45 |
| B. | Chip Off the Old Block | 4:56 |

## Classements
| Classement (1980)             | Meilleure position |
| ----------------------------- | ------------------ |
| États-Unis (Hot 100)          | 79                 |
| États-Unis (Disco Action)     | 29                 |
| États-Unis (Hot Soul Singles) | 51                 |
| Italie (Musica e dischi)      | 27                 |

| Classement (1980)        | Meilleure position |
| ------------------------ | ------------------ |
| Italie (Musica e dischi) | 88                 |